# Голубин, Сергей Иванович
Сергей Иванович Голубин (25 марта [6 апреля] 1870, Санкт-Петербург — 26 сентября 1956, Томск) — русский советский художник.

## Биография
Родился в Санкт-Петербурге 25 марта (6 апреля) 1870 года. Отец Голубина занимал разные должности в финансовых учреждениях, возглавлял отделение Государственного банка в Красноярске, куда переехал с семьей из Петербурга вскоре после рождения сына.
После переезда в Томск Сергей Голубин брал уроки в частной студии художника А. Мако. В 1889 году окончил Томскую губернскую гимназию.
Был вольнослушателем Академии художеств, имел перерыв в учёбе, когда служил в Томском резервном батальоне (1891—1893). Одновременно с учёбой в Академии художеств брал уроки у П. П. Чистякова. В 1896 году поступил в мастерскую И. Е. Репина. Из-за участия в студенческих волнениях был вынужден уйти из академии не сдав экзамены (1899). Из-за участия в забастовке имел конфликт с Репиным, призывавшим возобновить занятия.
Будучи слушателем академии, окончил педагогические курсы, учился у Александра Владимировича и Владимира Егоровича Маковских, Кирилла Викентьевича Лемоха, Владимира Васильевича Суслова; в 1900 году получил свидетельство на право преподавания в средних учебных заведениях.
Жил в Костроме у родителей, с 1906 года — в Петербурге. Работая в мозаичной мастерской Академии художеств, выполнял заказы
для Исаакиевского собора, преподавал в Петербургской окружной гимназии.
В 1927 году переехал в Томск. Жил в доме на углу проспекта Ленина и улицы Савиных (не сохранился, ныне на этом месте торговый комплекс «999»).
Открыл частную изостудию, с середины 1930-х годов преподавал в Томском индустриальном институте, заведовал муляжной мастерской медицинского института. Любил отдыхать в деревне Большое Протопопово и запечатлел на своих полотнах живописные окрестности.
Член Союза художников России (1946).
Работал в жанре пейзаж, портрет («Портрет Тамары Мироновой» (1928), «Портрет Анатолия Протопопова» (1928), «Портрет профессора Н. В. Вершинина» (1930)).
Произведения в собраниях Новосибирского художественного музея, Томского областного художественного музея
В 1943 году потерял зрение, получал персональную пенсию.
Похоронен на Южном кладбище в Томске.

## Семья
Жена — Лидия Дмитриевна, умерла от послеродовой горячки
Сын — Глеб (1896—1956), художник
Вторая жена — Екатерина Викентьевна Борткевич.